# Уржумский район
Уржумский район — административно-территориальная единица (район) и муниципальное образование (муниципальный район) на юге Кировской области России.
Административный центр — город Уржум.

## География
На севере район граничит с Нолинским и Немским районами, на востоке с Кильмезским. На юго- востоке расположен Малмыжский район, на юго-западе – республика Марий Эл, на западе - Лебяжский район.
Площадь — 3025 км² (по другой оценке — 3050 км²). Основные реки — Вятка, Уржумка.
Через территорию района проходит автомобильная дорога областного значения Киров-Вятские Поляны.

## История
Уржумский район был образован в 1929 году в составе Нолинского округа Нижегородского края. В 1931 году был ликвидирован Шурминский район, а в 1932 году его территория была разделена между Уржумским и Малмыжским районами. С 1934 года район находился в составе Кировского края, с 1936 года — в Кировской области. В 1935 году Шурминский район был восстановлен. В 1945 году был образован Буйский район с центром в селе Буйское, за счёт разукрупнения Лебяжского и Уржумского районов, в 1955 году Буйский район был упразднён, c передачей его территории Лебяжскому и Уржумскому районам. В 1959 году были упразднены: Лебяжский район, с передачей его территории Уржумскому и Советскому районам, и Шурминский район, с передачей его территории Малмыжскому и Уржумскому районам. В 1965 году Лебяжский район с центром в селе Лебяжьем был восстановлен.
С 1 января 2006 года согласно Закону Кировской области от 07.12.2004 № 284-ЗО на территории района образованы 24 муниципальных образования: 1 городское и 23 сельских поселения.
Законом Кировской области от 27 июля 2007 года № 151-ЗО:
- Богдановское сельское поселение и Овсянниковское сельское поселение объединены в Богдановское сельское поселение с административным центром в деревне Богданово;
- Ешпаевское сельское поселение и Лазаревское сельское поселение объединены в Лазаревское сельское поселение с административным центром в селе Лазарево.

Законом Кировской области от 28 апреля 2012 года № 141-ЗО:
- Буйское сельское поселение и Лебедёвское сельское поселение объединены в Буйское сельское поселение с административным центром в селе Буйском;
- Андреевское сельское поселение, Богдановское сельское поселение, Петряевское сельское поселение, Рождественское сельское поселение, Русско-Тимкинское сельское поселение, Цепочкинское сельское поселение и Шевнинское сельское поселение объединены в Уржумское сельское поселение с административным центром в деревне Богданово.

## Население
| 1939    | 1959     | 1970    | 1979    | 1989    | 2002    | 2009    | 2010    | 2011    |
| ------- | -------- | ------- | ------- | ------- | ------- | ------- | ------- | ------- |
| 61 196  | ↗105 187 | ↘52 951 | ↘43 465 | ↘38 935 | ↘33 959 | ↘32 077 | ↘27 075 | ↘27 007 |
| 2012    | 2013     | 2014    | 2015    | 2016    | 2017    | 2018    | 2019    | 2020    |
| ↘26 386 | ↘25 802  | ↘25 231 | ↘24 850 | ↘24 391 | ↘24 096 | ↘23 744 | ↘23 191 | ↘22 611 |
| 2021    |          |         |         |         |         |         |         |         |
| ↘20 419 |          |         |         |         |         |         |         |         |

### Урбанизация
В городских условиях (город Уржум) проживают  40,21 % населения района.

### Национальный состав
Коренными жителями территории нынешнего Уржумского района являются марийцы. На сегодняшний день в русскоязычной среде их основная масса обрусела.

## Муниципально-территориальное устройство
Упразднённые сельские поселения: Андреевское, Богдановское, Ешпаевское, Лебедёвское, Овсянниковское, Петряевское, Рождественское, Русско-Тимкинское, Цепочкинское, Шевнинское.
В Уржумском районе 125 населённых пунктов в составе одного городского и 13 сельских поселений:
| №  | Городское и сельские поселения      | Административный центр | Количество населённых пунктов | Население | Площадь, км2 |
| -- | ----------------------------------- | ---------------------- | ----------------------------- | --------- | ------------ |
| 1  | Уржумское городское поселение       | город Уржум            | 1                             | ↘8210     | 12,68        |
| 2  | Байсинское сельское поселение       | село Байса             | 2                             | ↗447      | 71,00        |
| 3  | Большеройское сельское поселение    | село Большой Рой       | 6                             | ↘716      | 130,21       |
| 4  | Буйское сельское поселение          | село Буйское           | 13                            | ↘923      | 265,74       |
| 5  | Донауровское сельское поселение     | посёлок Донаурово      | 1                             | ↘260      | 31,00        |
| 6  | Лазаревское сельское поселение      | село Лазарево          | 8                             | ↘1113     | 255,00       |
| 7  | Лопьяльское сельское поселение      | село Лопьял            | 15                            | ↘802      | 184,00       |
| 8  | Петровское сельское поселение       | село Петровское        | 10                            | ↘573      | 169,00       |
| 9  | Пиляндышевское сельское поселение   | посёлок Пиляндыш       | 3                             | ↘413      | 478,90       |
| 10 | Рублёвское сельское поселение       | деревня Адово          | 5                             | ↘164      | 80,00        |
| 11 | Русско-Турекское сельское поселение | село Русский Турек     | 3                             | ↘1238     | 92,00        |
| 12 | Савиновское сельское поселение      | деревня Савиново       | 6                             | ↘273      | 118,00       |
| 13 | Уржумское сельское поселение        | деревня Богданово      | 43                            | ↗3743     | 955,00       |
| 14 | Шурминское сельское поселение       | село Шурма             | 9                             | ↘1306     | 182,79       |

| №   | Населённый пункт | Тип     | Население | Муниципальное образование           |
| --- | ---------------- | ------- | --------- | ----------------------------------- |
| 1   | Адово            | деревня | 204       | Рублёвское сельское поселение       |
| 2   | Акмазики         | деревня | 11        | Шурминское сельское поселение       |
| 3   | Актыгашево       | деревня | 84        | Савиновское сельское поселение      |
| 4   | Александровский  | починок | 8         | Буйское сельское поселение          |
| 5   | Андреевский      | посёлок | 549       | Уржумское сельское поселение        |
| 6   | Антонково        | деревня | 226       | Уржумское сельское поселение        |
| 7   | Архангельское    | село    | 29        | Уржумское сельское поселение        |
| 8   | Ашлань           | село    | 203       | Лопьяльское сельское поселение      |
| 9   | Байса            | село    | 669       | Байсинское сельское поселение       |
| 10  | Берсениха        | деревня | 121       | Уржумское сельское поселение        |
| 11  | Богданово        | деревня | 435       | Уржумское сельское поселение        |
| 12  | Большая Пеньба   | деревня | 80        | Уржумское сельское поселение        |
| 13  | Большой Рой      | село    | 617       | Большеройское сельское поселение    |
| 14  | Бровцино         | деревня | 29        | Уржумское сельское поселение        |
| 15  | Буйский Перевоз  | деревня | 7         | Петровское сельское поселение       |
| 16  | Буйское          | село    | 1053      | Буйское сельское поселение          |
| 17  | Варино           | деревня | 0         | Уржумское сельское поселение        |
| 18  | Васькино         | деревня | 51        | Лазаревское сельское поселение      |
| 19  | Верхний Чам      | деревня | 8         | Уржумское сельское поселение        |
| 20  | Верхняя Вичмарь  | деревня | 26        | Лопьяльское сельское поселение      |
| 21  | Верхняя Шурма    | деревня | 137       | Шурминское сельское поселение       |
| 22  | Вершинята        | деревня | 130       | Петровское сельское поселение       |
| 23  | Викулята         | деревня | 2         | Буйское сельское поселение          |
| 24  | Витля            | деревня | 133       | Лопьяльское сельское поселение      |
| 25  | Воробьи          | деревня | 5         | Большеройское сельское поселение    |
| 26  | Гонино           | деревня | #Н/Д      | Лазаревское сельское поселение      |
| 27  | Гужавино         | деревня | 0         | Шурминское сельское поселение       |
| 28  | Дергачи          | деревня | 85        | Русско-Турекское сельское поселение |
| 29  | Деяново          | деревня | 1         | Савиновское сельское поселение      |
| 30  | Донаурово        | посёлок | ↘260      | Донауровское сельское поселение     |
| 31  | Дубровка         | деревня | 1         | Лопьяльское сельское поселение      |
| 32  | Дубровский       | починок | 23        | Лазаревское сельское поселение      |
| 33  | Дюково           | деревня | 85        | Уржумское сельское поселение        |
| 34  | Елькеево         | деревня | 6         | Лопьяльское сельское поселение      |
| 35  | Ешпаево          | деревня | 148       | Лазаревское сельское поселение      |
| 36  | Ешполдино        | деревня | 8         | Шурминское сельское поселение       |
| 37  | Заречный         | посёлок | 21        | Уржумское сельское поселение        |
| 38  | Зоново           | деревня | 3         | Уржумское сельское поселение        |
| 39  | Зоткино          | деревня | 183       | Уржумское сельское поселение        |
| 40  | Ивановский       | починок | 9         | Буйское сельское поселение          |
| 41  | Кабановщина      | деревня | 13        | Уржумское сельское поселение        |
| 42  | Калинино         | деревня | 20        | Уржумское сельское поселение        |
| 43  | Кизерь           | деревня | 266       | Русско-Турекское сельское поселение |
| 44  | Козьмодемьянское | село    | 8         | Уржумское сельское поселение        |
| 45  | Кончара          | деревня | 34        | Рублёвское сельское поселение       |
| 46  | Котелки          | деревня | 11        | Уржумское сельское поселение        |
| 47  | Круглые Полянки  | деревня | 62        | Петровское сельское поселение       |
| 48  | Кугерь           | деревня | 0         | Уржумское сельское поселение        |
| 49  | Кургановский     | починок | 20        | Буйское сельское поселение          |
| 50  | Лазарево         | село    | ↘1199     | Лазаревское сельское поселение      |
| 51  | Лебедевский      | починок | 197       | Буйское сельское поселение          |
| 52  | Лопьял           | село    | 419       | Лопьяльское сельское поселение      |
| 53  | Луначарский      | починок | 55        | Буйское сельское поселение          |
| 54  | Лялькино         | деревня | 10        | Уржумское сельское поселение        |
| 55  | Мазары           | деревня | 59        | Буйское сельское поселение          |
| 56  | Максинерь        | деревня | 108       | Шурминское сельское поселение       |
| 57  | Малая Ашлань     | деревня | 0         | Уржумское сельское поселение        |
| 58  | Мамашево         | деревня | 15        | Шурминское сельское поселение       |
| 59  | Манкинерь        | деревня | 158       | Большеройское сельское поселение    |
| 60  | Мари-Мерзино     | деревня | 37        | Рублёвское сельское поселение       |
| 61  | Мари-Шуэть       | деревня | 106       | Уржумское сельское поселение        |
| 62  | Марчата          | деревня | 9         | Петровское сельское поселение       |
| 63  | Меркуши          | деревня | 92        | Рублёвское сельское поселение       |
| 64  | Мысы             | деревня | 2         | Уржумское сельское поселение        |
| 65  | Немда            | посёлок | 3         | Пиляндышевское сельское поселение   |
| 66  | Нижний Унур      | деревня | 184       | Лопьяльское сельское поселение      |
| 67  | Нижняя Вичмарь   | деревня | 68        | Лопьяльское сельское поселение      |
| 68  | Никитино         | деревня | 54        | Савиновское сельское поселение      |
| 69  | Ново-Савиново    | починок | 29        | Лазаревское сельское поселение      |
| 70  | Ново-Толмацкая   | деревня | 0         | Уржумское сельское поселение        |
| 71  | Нолишки          | деревня | 86        | Савиновское сельское поселение      |
| 72  | Нуса             | деревня | 153       | Лопьяльское сельское поселение      |
| 73  | Овсянниково      | деревня | 228       | Уржумское сельское поселение        |
| 74  | Опарино          | деревня | 0         | Лазаревское сельское поселение      |
| 75  | Орешник          | деревня | 131       | Петровское сельское поселение       |
| 76  | Пакшай           | деревня | 0         | Буйское сельское поселение          |
| 77  | Петровское       | село    | 453       | Петровское сельское поселение       |
| 78  | Петрушино        | деревня | 5         | Уржумское сельское поселение        |
| 79  | Петряево         | деревня | 162       | Уржумское сельское поселение        |
| 80  | Пиля             | деревня | 1         | Лопьяльское сельское поселение      |
| 81  | Пиляндыш         | посёлок | 529       | Пиляндышевское сельское поселение   |
| 82  | Покровский       | починок | 0         | Буйское сельское поселение          |
| 83  | Поповка          | деревня | 255       | Уржумское сельское поселение        |
| 84  | Посенур          | деревня | 0         | Байсинское сельское поселение       |
| 85  | Пустополье       | село    | 64        | Уржумское сельское поселение        |
| 86  | Рождественское   | село    | 346       | Уржумское сельское поселение        |
| 87  | Рублево          | деревня | 0         | Рублёвское сельское поселение       |
| 88  | Русская Биляморь | деревня | 62        | Уржумское сельское поселение        |
| 89  | Русский Турек    | село    | 1154      | Русско-Турекское сельское поселение |
| 90  | Русское Тимкино  | деревня | 285       | Уржумское сельское поселение        |
| 91  | Савиново         | деревня | 242       | Савиновское сельское поселение      |
| 92  | Савкино          | деревня | 0         | Уржумское сельское поселение        |
| 93  | Саломатово       | деревня | 0         | Уржумское сельское поселение        |
| 94  | Селенур          | деревня | 50        | Лопьяльское сельское поселение      |
| 95  | Скрябино         | деревня | 9         | Петровское сельское поселение       |
| 96  | Собакино         | деревня | 149       | Уржумское сельское поселение        |
| 97  | Сосновка         | деревня | 33        | Большеройское сельское поселение    |
| 98  | Страбыкино       | деревня | 5         | Уржумское сельское поселение        |
| 99  | Суворово         | деревня | 2         | Петровское сельское поселение       |
| 100 | Сюба             | деревня | 79        | Буйское сельское поселение          |
| 101 | Табеково         | деревня | 93        | Уржумское сельское поселение        |
| 102 | Танабаево        | деревня | 189       | Большеройское сельское поселение    |
| 103 | Тарасовский      | починок | 10        | Буйское сельское поселение          |
| 104 | Теребиловка      | деревня | 241       | Уржумское сельское поселение        |
| 105 | Тимошкино        | деревня | 0         | Лопьяльское сельское поселение      |
| 106 | Токари           | деревня | 11        | Лопьяльское сельское поселение      |
| 107 | Толгозино        | деревня | 109       | Лопьяльское сельское поселение      |
| 108 | Травянистое      | деревня | 5         | Пиляндышевское сельское поселение   |
| 109 | Тюм-Тюм          | деревня | 267       | Шурминское сельское поселение       |
| 110 | Уланово          | деревня | 12        | Савиновское сельское поселение      |
| 111 | Уржум            | город   | ↘8210     | Уржумское городское поселение       |
| 112 | Федорищево       | деревня | 7         | Уржумское сельское поселение        |
| 113 | Федосимово       | деревня | 120       | Шурминское сельское поселение       |
| 114 | Фролята          | деревня | 63        | Уржумское сельское поселение        |
| 115 | Цепочкино        | село    | 346       | Уржумское сельское поселение        |
| 116 | Чамское          | деревня | 23        | Петровское сельское поселение       |
| 117 | Чугуевский       | починок | 22        | Буйское сельское поселение          |
| 118 | Шевнино          | село    | 346       | Уржумское сельское поселение        |
| 119 | Шишкино          | деревня | 18        | Большеройское сельское поселение    |
| 120 | Шорино           | деревня | 1         | Уржумское сельское поселение        |
| 121 | Шубино           | деревня | 0         | Уржумское сельское поселение        |
| 122 | Шульгино         | деревня | 0         | Лопьяльское сельское поселение      |
| 123 | Шурма            | село    | 1195      | Шурминское сельское поселение       |
| 124 | Шурма-Никольский | починок | 25        | Лазаревское сельское поселение      |
| 125 | Щино             | деревня | 1         | Петровское сельское поселение       |

### Упразднённые населённые пункты
В 2006 году упразднены посёлок Усть-Кильмезь и деревня Бажино.

## Председатели райисполкома
С 1929 по 1991 годы в райисполкоме председательствовали:
| Ф. И. О.                        | Время замещения должности    |
| ------------------------------- | ---------------------------- |
| Грязев Георгий Иванович         | июнь 1929 – февраль 1930     |
| Шурыгин Павел Иванович          | март 1930 – январь 1931      |
| Альдов Константин Александрович | январь – сентябрь 1931       |
| Коврижных Николай Григорьевич   | сентябрь 1931 – февраль 1934 |
| Авдеев Никандр Алексеевич       | февраль 1934 – декабрь 1937  |
| Шестаков Демьян Макарович       | декабрь 1937 – октябрь 1941  |
| Михалев Дмитрий Михайлович      | октябрь 1941 – март 1943     |
| Солянов Михаил Ильич            | март 1943 – февраль 1945     |
| Мерзляков Степан Кононович      | март 1945 – январь 1946      |
| Навалихин Георгий Иванович      | февраль 1946 – декабрь 1947  |
| Бахтин Федор Павлович           | декабрь 1947 – февраль 1953  |
| Некрасов Михаил Гаврилович      | март 1953 – февраль 1955     |
| Морозов Александр Васильевич    | февраль 1955 – март 1957     |
| Вопилов Василий Николаевич      | март 1957 – май 1958         |
| Кожинов Александр Михайлович    | май 1958 – январь 1966       |
| Щеголев Александр Николаевич    | январь 1966 – июль 1977      |
| Устинов Алексей Александрович   | июль 1977 – октябрь 1981     |
| Анисимов Николай Михайлович     | октябрь 1981 – ноябрь 1983   |
| Шуклин Леонид Леонидович        | декабрь 1983 – апрель 1990   |
| Даровских Владимир Иванович     | апрель 1990 – декабрь 1991   |

## Экономика
Численность экономически активного населения в 2016 году составила 11520 чел., из них занято в экономике 10805 чел.
Уржумский район относится к числу муниципальных образований с высоким уровнем развития промышленного сектора экономики.
На территории района осуществляют производственную деятельность 7 предприятий промышленности, которые выпускают алкогольную и безалкогольную продукцию, хлебобулочные и кондитерские изделия, мясные полуфабрикаты, обработку древесины.
Производство пищевых продуктов – основная отрасль промышленности района, занимающее в структуре производства 94,7%. Ведущее предприятие – ОАО «Уржумский спиртоводочный завод», его доля в общем объеме пищевой продукции 93,6%.
Агропромышленный комплекс Уржумского муниципального района является важнейшей составной частью экономики района. В его составе функционируют 14 сельскохозяйственных предприятий, 3 сельскохозяйственных потребительских кооператива, 7 крестьянских фермерских хозяйств и индивидуальных предпринимателей, 7,8 тысяч личных подсобных хозяйств, предприятия переработки.

## Люди, связанные с районом[33]

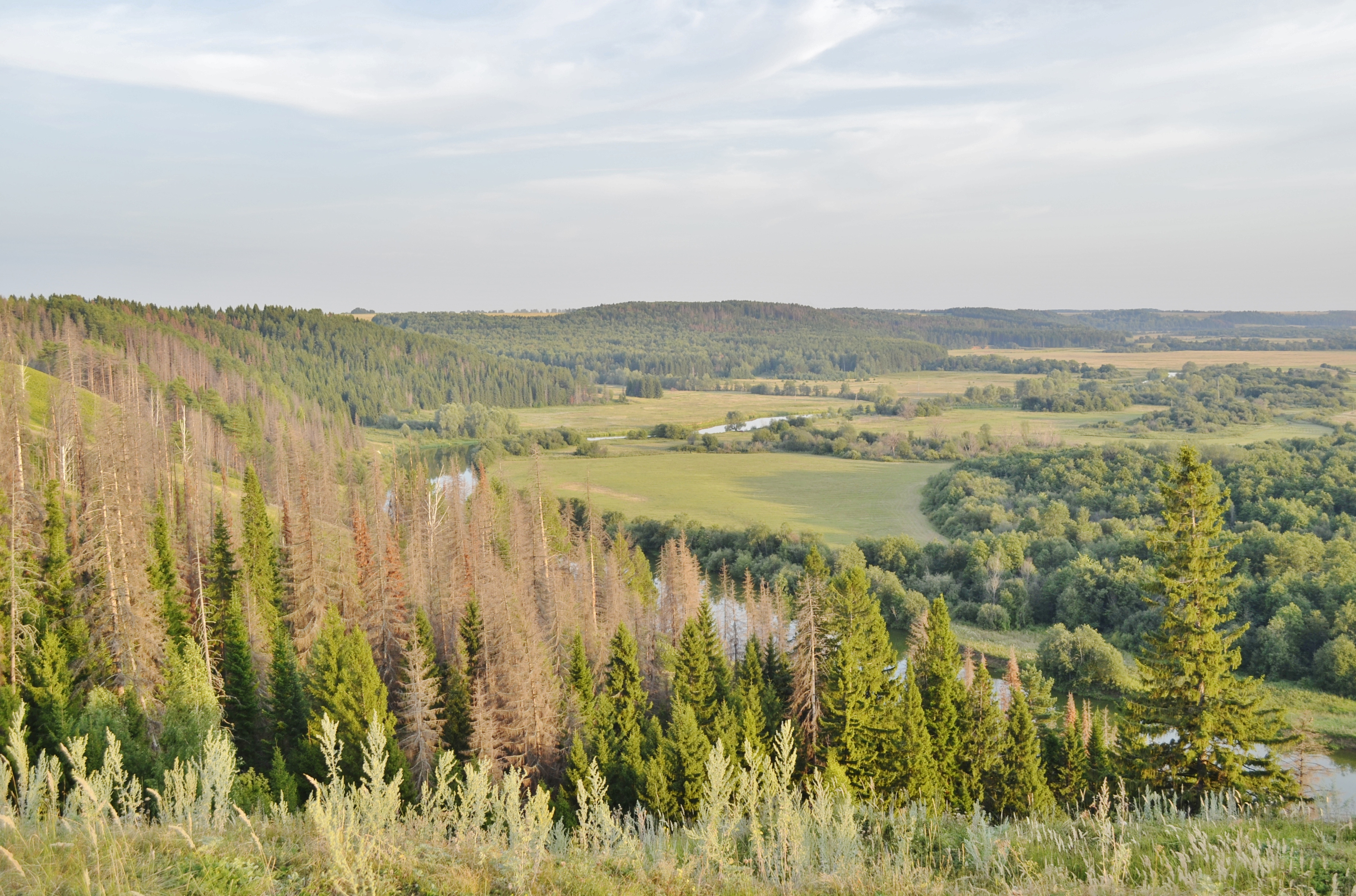
Долина реки Уржумки

- Агафонниковы Александр, Василий и Николай, — священномученики, братья-протоиереи[34][35].
- Васнецов, Виктор Михайлович — село Лопьяльского сельского поселения, российский художник-живописец и архитектор.
- Виктор (Островидов) — священноисповедник, первый епископ Уржумский.
- Воробьёв, Алексей Константинович — деревня Антонково, священномученик Русской православной церкви.
- Гужавин, Василий Андреевич — советский военачальник, полковник (1940).
- Жилка, Владимир Адамович — белорусский поэт, был сослан в Уржум, умер и похоронен в городе в 1933 г.
- Заболоцкий, Николай Алексеевич — российский советский поэт, жил и учился в уржумском реальном училище с 1913 по 1920-й годы.
- Ивановский Анатолий — священномученик, иерей[36][37].
- Киров, Сергей Миронович — российский революционер, советский государственный и политический деятель.
- Матвеев, Василий Васильевич — советский партийный и государственный деятель, начальник Главлеса, Главросчермета, председатель Совета Министров Марийской АССР.
- Мелетий (Якимов) — святитель Рязанский.
- Несмелов Василий — священномученик Русской православной церкви (зарубежной)[38][39].
- Носков, Павел Георгиевич — советский военный деятель, полковник (1942 год).
- Пуртов, Сергей Георгиевич (1919—1995) — полный кавалер ордена Славы, родился в деревне Васькино[40].
- Смирнов Григорий — священномученик, диакон[41][42].
- Смоленцев, Лев Николаевич — писатель и общественный деятель Республики Коми.
- Сырнева, Светлана Анатольевна — русская поэтесса, член общественного совета редакции журнала «Наш современник», секретарь Союза писателей России. Почётный гражданин Уржумского района.
- Трифон Вятский — преподобный.
- Урванцев, Яков Ерофеевич — участник Великой Отечественной войны, Герой Советского Союза.
- Тимшин, Павел Григорьевич — участник Великой Отечественной войны, Герой Советского Союза.
- Здесь жили родители поэта А. Т. Твардовского.

## Достопримечательности

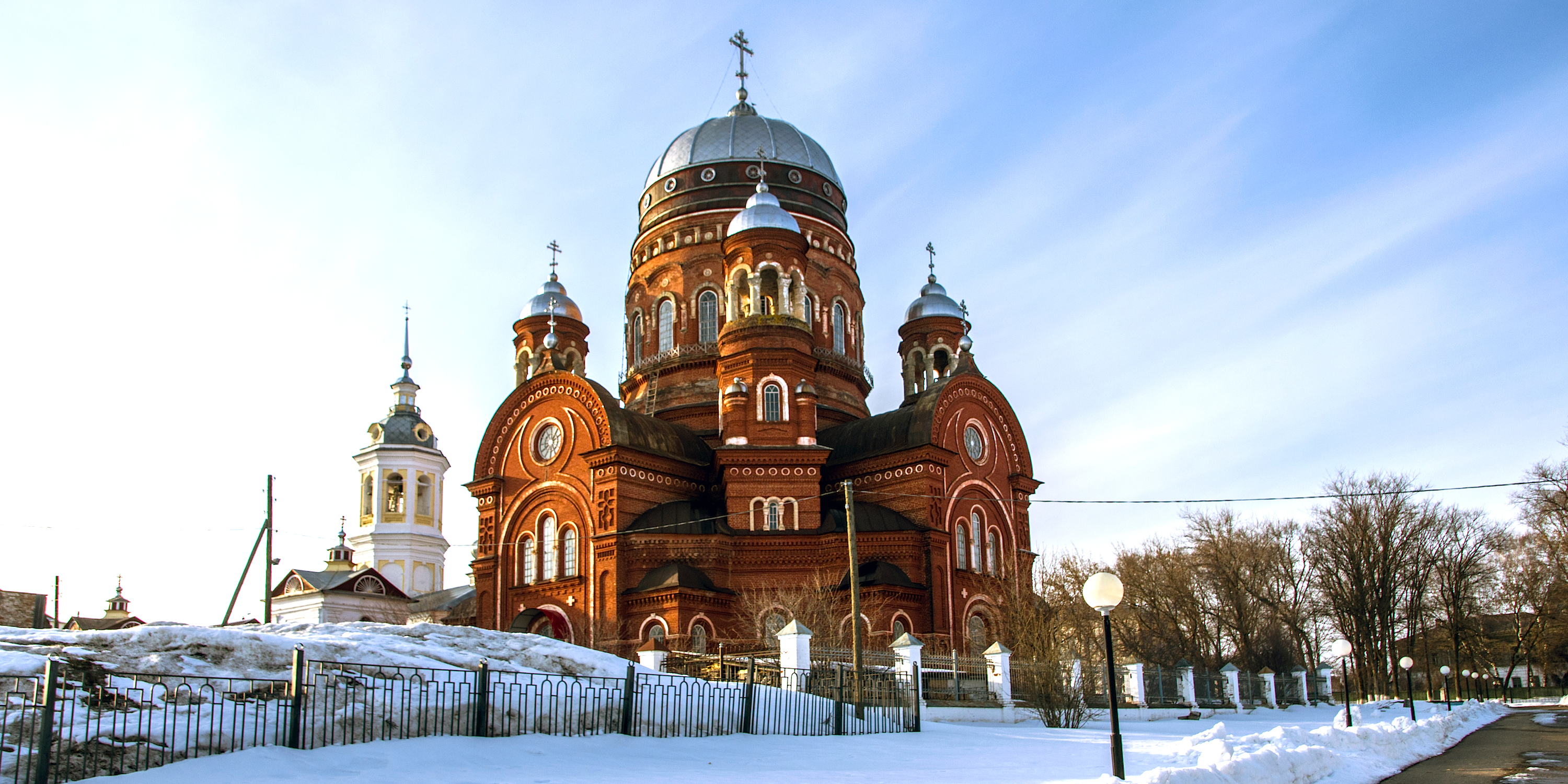
Свято-Троицкий собор в Уржуме

- Озеро Шайтан
- Свято-Троицкий собор в Уржуме

## Археология
На территории района в 1,5 км к западу от деревни Суворово находится Суворовский могильник, относящийся к азелинской культуре III—V веков. Из Суворовского могильника получено 4 мужских, 1 женский и 2 черепа подростков.